# Ґабор Василь Васильович
Василь Васильович Ґабор (10 грудня 1959, с. Олександрівка Хустського району Закарпатської області) — український письменник та літературознавець. Упорядник серії «Приватна колекція» видавництва «Піраміда». Член Асоціації українських письменників.

## Біографія
Народився 10 грудня 1959 р. у сім’ї Василя і Марії Ґаборів на Закарпатті у с. Олександрівка (раніше — Шандрово), що на Хустщині. З його материнської лінії (рідний дядько мами) походить відомий закарпатський поет, представник празької школи Іван Колос (справжнє прізвище Іван Кошан).
Василь Ґабор закінчив факультет журналістики Львівського державного (нині — національний) університету ім. Івана Франка (1986). Працював у львівських газетах (1987—1990) та історико-краєзнавчому журналі «Літопис Червоної Калини» (1991—1992).
З 1993 р. — науковий працівник, а з 2000 р. — заввіділу досліджень іншомовної періодики Відділення «Науково-дослідний центр періодики» (нині — «Науково-дослідний інститут пресознавства») Львівської наукової бібліотеки ім. Василя Стефаника НАН України (нині — Львівська національна наукова бібліотека України ім. Василя Стефаника).
У 1997 р. захистив дисертацію на тему «Закарпатська україномовна преса 20—30-х років XX століття у контексті національного відродження краю». Лауреат премії імені родини Куриласів за найкраще інтерв’ю про підпілля Української Греко-Католицької Церкви (1914) та літературної імені Лесі і Петра Ковалевих (2006). Кандидат філологічних наук (1997). Член Асоціації українських письменників (1997). Живе і працює у Львові.
Одружений з Наталією Габор, доцентом факультету журналістики ЛНУ імені Івана Франка. У подружжя є дочка Мар'яна (* 1984).

## Цитати про письменника
Уміти бути прихильним і не заздрити ніколи й нікому — це Василеві Габору вдається зовсім легко. Сам молодий і талановитий прозаїк, він представляв на сторінках нашої газети багатьох своїх колег... З номера в номер упродовж року ми перші (а чом би не похвалитися?) завдяки Габорові друкували твори молодих, яких ще й не всі знали. До кожної публікації Василь подавав короткий, але щоразу оригінальний вступ. Здається, десяту — чи то тринадцяту — подачу відзначили з веселим, легким червоним вином, котре Габор привіз із свого Срібного краю — Закарпаття. Агов, Василю, озовіться!... (Ніна Бічуя. Розлогий літопис газети ще попереду // Просвіта. — 1996. — Ч.13).
...Запоетичена література — без характерів, без людей — впустельнюючи буття до кількох емоцій, як спів солов’я на цвинтарі, покинула безліч життєвих речей поза мовою; жива людська ненависть і жива доброта стали неякими, книжними, тим сплюгавивши правдивість трагедії і дієву спокуту; тобто намислені жанри — суть те ж саме жалільне фарисейство, що виганяє, лагідно виштовхує в плечі чи то героїв повістей, чи то весь неоприлюднений досвід на вулицю. Але по всьому видно: поезофільство скінчилося з філологічним статусом народу. З молодших прозаїків, які без жодних запозичень відбулися в традиції, назвемо В’ячеслава Медведя, Василя Портяка, Василя Габора — зовсім немало, якщо поцінувати письменника за якістю аркушів, — всі як один не видані гідно і неосмислені як належало б. (Євген Пашковський. Можливо — після грози. На 65-ліття з дня народження Гр. Тютюнника // Кур’єр Кривбасу. — 1997. — Ч. 71/72. — С. 77).

## Окремі видання
- Книга екзотичних снів та реальних подій (1999)
- Четверо за столом (2004)
- Від Джойса до Чубая (2010)